# بیا آغاز کنیم
 «بیا آغاز کنیم» آلبومی از هنرمند اهل استرالیا کایلی مینوگ است که در ۱۴ اکتبر ۱۹۹۱ منتشر شد.